# Адреналин (фильм, 2006)
«Адренали́н» (англ. Crank) — американский боевик 2006 года, снятый Марком Невелдайном и Брайаном Тейлором (в их режиссёрском дебюте). В нём снимаются Джейсон Стейтем, Эми Смарт, Хосе Пабло Кантильо, Эфрен Рамирес и Дуайт Йоакам. Название фильма происходит от сленгового слова для метамфетамина. В фильме Чев Челиос (Стейтем), лос-анджелесский наёмный убийца, отравлен синтетическим препаратом и должен постоянно поддерживать уровень адреналина в организме, чтобы оставаться в живых, пытаясь при этом найти ответственных за это. За ним последовало продолжение под названием Адреналин 2: Высокое напряжение. В США фильм вышел в прокат 1 сентября 2006 года.
Теглайн: Есть тысяча способов поднять адреналин… Сегодня ему нужны все!

## Сюжет
Чев Челиос, киллер из Лос-Анджелеса, работает на преступную империю Дона «Карлито» Карлоса. Тот нанимает Челиоса, чтобы убить Дона Кима, босса азиатской мафии, поскольку члены Триад посягают на бизнес Карлито. На другой день Челиос просыпается у себя дома с болью в затылке, находит у телевизора диск с надписью "Пошел ты", и просматривает запись. На ней Рики Верона, амбициозный подручный Карлито, рассказывает, что ввел Челиосу китайский синтетический препарат, который подавляет поток адреналина, замедляя сердцебиение и в конечном итоге убивая жертву. Разъярённый Челиос разбивает телевизор, прыгает в свою машину, и по дороге звонит своему знакомому доктору Майлсу, оказывающему услуги мафии, рассказывая о своих симптомах. Майлс сообщает Челиосу, что для выживания ему необходимо поддерживать высокий уровень адреналина в крови, и остановка означает смерть.
Челиос пытается разыскать Рики, чтоб отомстить, непрерывно поддерживая высокий уровень адреналина в крови, совершая рискованные и опасные поступки, в том числе вступая в драки с другими гангстерами и полицией, участвуя в погонях, принимая наркотики и синтетический адреналин, а также занимаясь публичным сексом со своей девушкой Евой. Челиос навещает Карлито в его пентхаусе и просит его помочь найти противоядие, а также найти и убить Верону и его команду. Карлито говорит, что противоядия нет, и подтверждает, что он заодно с Рики, и использовал Челиоса как козла отпущения, чтобы задобрить его смертью китайцев.
Челиос покидает пентхаус Карлито, и продолжает поиски Рики. Через своего знакомого трансвестита Кайло Челиос находит в ресторане брата Рики Алекса, вырубившего его битой в вечер отравления. Он отрубает ему руку мясницким ножом, и допрашивает, пытаясь выяснить, где находится Рики, но тот умирает, не выдав брата. Челиос звонит Рики по телефону Алекса и рассказывает ему о смерти брата, побуждая его отправить головорезов за Евой в качестве мести. Челиос спешит забрать Еву, прежде чем убийцы доберутся до неё, успевает как раз перед тем, как они прибывают, и убивает их незаметно для Евы, чтобы сберечь её психику. Челиос раскрывает ей свою истинную профессию и то, что он планирует отойти от дел, чтобы начать новую жизнь с ней, потому что она ему дороже всего. Трансвестит Кайло, которого похитили люди Карлито, по телефону заманивает Челиоса на склад Триады говоря, что Рики находится там. После этого приспешники Карлито зверски убивают Кайло.
Челиос приходит на склад, где бандиты ему рассказывают, что именно Карлито его заказал, и Рики тут ни при чем. Ева, которая последовала за Челиосом, неожиданно прибывает на лифте, становясь причиной ожесточённой перестрелки, в результате которой Челиоса ранят в ягодицу. Челиос и Ева идут к Доку Майлзу, который объясняет, что не может вылечить Челиоса, и предлагает ему смертельную инъекцию, чтобы не страдал. Челиос отказывается, и просит доктора поддержать в нем жизнь всего на один час, для чего Майлс дает ему аппарат для впрыскивания адреналина. Челиос узнает от Рики, что есть противоядие, которое может его спасти. Он решает вылечиться и одновременно отомстить Карлито и договаривается о встрече с ним в отеле в центре города. Карлито встречает его вместе с Рики, окончательно доказывая, что они заодно. 
Карлито достаёт шприц, наполненный тем же ядом, и собирается добить Челиоса, введя ему вторую дозу, но Дон Ким, который оказался жив, так как Челиос его пощадил, прибывает со своими Триадами, и в перестрелке Триады уничтожают всех приспешников Карлито, а сам он чудом спасается, и бежит к своему вертолету. Челиосу удаётся догнать его, но в последний момент Рики подкрадывается сзади и вводит Челиосу яд, воткнув шприц ему в шею.
Сразу после этого Рики предаёт Карлито, застрелив его и пытается сбежать на его вертолёте. Однако Челиосу удаётся сесть в вертолёт вместе с ним. После ожесточенной борьбы Челиосу удаётся вытащить Рики вслед за собой из вертолёта, и они падают с высоты в несколько километров в центр города. Находясь в воздухе, Челиос сворачивает Рики шею, убивая его. В оставшееся время падения Челиос успевает позвонить Еве на автоответчик, чтобы извиниться за то, что он ее подвел, и сказать ей, что она самая лучшая. Челиос падает на крышу автомобиля на скорости 200 километров в час, но выживает.

## В ролях
Роли исполняли:
| Актёр               | Роль         |
| ------------------- | ------------ |
| Джейсон Стейтем     | Чев Челиос   |
| Эми Смарт           | Ив           |
| Дуайт Йокам         | Доктор Майлс |
| Карлос Санс         | Карлито      |
| Хосе Пабло Кантильо | Рики Верона  |
| Эфрен Рамирес       | Кейло        |
| Гленн Хоуэртон      | Доктор       |

Роли дублировали:
| Актёр               | Роль         |
| ------------------- | ------------ |
| Александр Рахленко  | Чев Челиос   |
| Ольга Голованова    | Ив           |
| Никита Прозоровский | Доктор Майлс |
| Юрий Деркач         | Карлито      |
| Александр Комлев    | Рики Верона  |

## Производство
Фильм был написан в 2003 году с Джонни Ноксвиллом в главной роли, но Джейсон Стейтем присоединился к команде. Вместо того, чтобы снимать на 35-мм киноплёнку, как большинство фильмов того времени, создатели фильма Адреналин решили снимать на цифровую видеоплёнку, используя камеры Canon XL2 и Sony CineAlta HDC-F950.
Фильм снимался на натуре в Лос-Анджелесе. Сорежиссёры Марк Невелдайн и Брайан Тейлор работали с камерами «A» и «B», одна из которых снимала общий план, а другая — крупный. Стейтем сам выполнил все трюки с боями и автомобилями, включая бой в вертолете на высоте 3000 футов над Лос-Анджелесом.

### Музыка
Саундтрек к фильму был выпущен 22 августа 2006 года. Allmusic дал альбому три из пяти, заявив: «То, что здесь есть, — это изобретательно, креативно и головокружительно круто. Хотя это действительно очень безвкусно и слишком очевидно — заканчивать альбом мелодией Jefferson Starship „Miracles“ (почему бы просто не выдать концовку, а?), этот набор практически неуязвим».
| №   | Название                                           | Длительность |
| --- | -------------------------------------------------- | ------------ |
| 1.  | «A Warrior's Death»                                | 0:13         |
| 2.  | «"Metal Health" by Quiet Riot»                     | 5:16         |
| 3.  | «Nasal Spray»                                      | 0:06         |
| 4.  | «"Trix Are for Kids" by The Crowd»                 | 0:49         |
| 5.  | «You Stop, You Die»                                | 0:04         |
| 6.  | «"Bandera" by Control Machete»                     | 4:30         |
| 7.  | «Small Children»                                   | 0:06         |
| 8.  | «"New Noise" by Refused»                           | 5:04         |
| 9.  | «Chinese Sh*t»                                     | 0:04         |
| 10. | «"China Town" by Пол Хаслингер»                    | 1:25         |
| 11. | «Hardcore Sh*t»                                    | 0:05         |
| 12. | «"Kill All The White Man" by NOFX»                 | 2:46         |
| 13. | «"Vitamin" by Incubus»                             | 0:04         |
| 14. | «Dipsy Doodle»                                     | 2:47         |
| 15. | «"Everybody's Talkin" by Гарри Нилсон»             | 0:07         |
| 16. | «Adrenaline Junkie»                                | 5:33         |
| 17. | «"Turn Me Loose" by Loverboy»                      | 0:57         |
| 18. | «"Haitian Cab Ride" by Paul Haslinger»             | 2:54         |
| 19. | «"Achy Breaky Heart" by Jarrett & Long»            | 0:57         |
| 20. | «Check List»                                       | 0:13         |
| 21. | «"Adrenalina" by David Rolas»                      | 4:04         |
| 22. | «I Kill People»                                    | 0:09         |
| 23. | «"Bring Us Bullets" by Rocket from the Crypt»      | 3:12         |
| 24. | «Eve's Machine»                                    | 0:11         |
| 25. | «"Let's Get It On" by Gerald Levert»               | 4:25         |
| 26. | «"Does She Know?" by Paul Haslinger»               | 0:46         |
| 27. | «"Stayin' Alive" by The Sleeping»                  | 4:25         |
| 28. | «How Much?»                                        | 0:04         |
| 29. | «"Meva Juan" by Roberto Tuscan Feat. Erica Garcia» | 0:55         |
| 30. | «Juice Me»                                         | 0:24         |
| 31. | «"Guasa, Guasa" by Тего Кальдерон»                 | 5:17         |
| 32. | «It's a Miracle»                                   | 0:05         |
| 33. | «"Miracles" by Jefferson Starship»                 | 6:51         |

## Приём

### Кассовые сборы
Фильм Адреналин вышел в прокат 1 сентября 2006 года в Северной Америке в 2515 кинотеатрах. В первый уикенд он собрал 10 457 367 долларов и занял 2-е место в прокате, уступив Преодолению. В итоге фильм собрал 27 838 408 долларов в США и 15 092 633 доллара в мире, что в общей сложности составило 42 931 041 доллар при производственном бюджете в 12 миллионов долларов.

### Критика
На Rotten Tomatoes фильм имеет рейтинг одобрения 62% на основе 99 рецензий со средней оценкой 6,10/10.. Консенсус сайта по фильму гласит: «Агрессивный стиль и ликующая развращенность Адреналина могут оттолкнуть случайных поклонников боевиков, но зрители, ищущие сильную дозу адреналина, будут в восторге от бурной гонки Джейсона Стейтема со смертностью». На сайте Metacritic фильм имеет средневзвешенный балл 57 из 100 на основе 19 критиков, что указывает на «смешанные или средние отзывы». Зрители, опрошенные CinemaScore, дали фильму среднюю оценку «C+» по шкале от A+ до F.
Lionsgate решила не показывать фильм критикам или прессе до его выхода в кинотеатрах. Некоторые режиссёры и актёры выделили Адреналин (и его продолжение) среди своих любимых фильмов Стейтема, включая Сета Рогена, Руперта Гринта, Саймона Пегга, Джеймса Макэвоя, Эдгара Райта и Гарета Эванса.

### Домашние медиа
Версия DVD для региона 2 была выпущена 26 декабря 2006 года, но изначально не имела специальных функций. DVD для региона 1 был выпущен Lionsgate 9 января 2007 года. DVD доступен в отдельных широкоэкранных и полноэкранных изданиях, каждое с дорожками Dolby Digital 5.1 и 2.0. Бонусные материалы включают в себя аудиокомментарии актёров и съёмочной группы, закулисные съёмки, шутки, карты, идеи создания и интервью с актёрами. Все эти функции доступны через «режим Crank'd Out» — всплывающее окно, которое позволяет получить доступ к дополнительным материалам, не выходя из фильма. DVD также включает в себя «семейную» замену звука, в которой фильм дублирован так, как он будет выглядеть в телевизионной сети, но насилие, языковые субтитры и нагота остаются прежними.

## Продолжение
Во втором фильме Чеву Челиосу противостоит китайский бандит, укравший его почти неуязвимое сердце и заменивший его на искусственное, требующее регулярные удары током для биения. И в продолжении есть связь с «Linkin Park»; в трейлере звучит песня этой группы — «Given Up». В качестве парня, о которого Чев тёрся на ипподроме, вновь снялся Честер Беннингтон.